# Młodzieżowe Mistrzostwa Polski Par Klubowych na Żużlu 1994
Młodzieżowe Mistrzostwa Polski Par Klubowych na Żużlu 1994 – zawody żużlowe, mające na celu wyłonienie medalistów młodzieżowych mistrzostw Polski par klubowych w sezonie 1994. Rozegrano trzy turnieje eliminacyjne oraz finał, w którym zwyciężyli żużlowcy Unii Tarnów.

## Finał
- Krosno, 19 maja 1994
- Sędzia: Marek Smyła

| Miejsce | Kluby                    | Suma | Zawodnicy                                             | Punkty                                           |
| ------- | ------------------------ | ---- | ----------------------------------------------------- | ------------------------------------------------ |
| złoto   | Unia Tarnów              | 27   | Grzegorz Rempała Mirosław Cierniak Grzegorz Mróz      | 15 (2,3,2,3,3,2) 12 (3,2,w,2,2,3) ns             |
| srebro  | Stal Brunat Gorzów Wlkp. | 22   | Robert Flis Piotr Rembas Mariusz Staszewski           | 10 (2,2,1,2,1,2) 9 (3,3,2,1,0,–) 3 (–,–,–,–,–,3) |
| brąz    | Apator Elektrim Toruń    | 20   | Tomasz Bajerski Waldemar Walczak Wiesław Jaguś        | 9 (2,3,3,1,w,–) 11 (3,2,0,3,2,1) 0 (–,–,–,–,–,0) |
| 4       | KKŻ Krosno               | 18   | Ireneusz Kwieciński Maciej Bargiel Roman Raś          | 4 (0,1,3,u,–,–) 8 (3,0,–,–,3,2) 6 (–,–,1,3,1,1)  |
| 5       | GKM Grudziądz            | 14   | Piotr Markuszewski Krzysztof Ulawski Dariusz Winnicki | 11 (1,1,d,3,3,3) 1 (0,0,–,–,d,1) 2 (–,–,2,0,–,–) |
| 6       | Motor Lublin             | 14   | Robert Dados Tomasz Słowiński                         | 9 (1,1,3,2,1,1) 5 (2,u,1,0,2,0)                  |
| 7       | Morawski Zielona Góra    | 11   | Tomasz Kruk Mariusz Szańczuk Grzegorz Walasek         | 10 (1,1,2,1,3,2) 0 (0,0,–,d,0,–) 1 (–,–,1,–,–,0) |